# Highland-Pony
Das Highland-Pony stammt aus der rauen Landschaft Schottlands.
Hintergrundinformationen zur Pferdebewertung und -zucht finden sich unter: Exterieur, Interieur und Pferdezucht.

## Exterieur

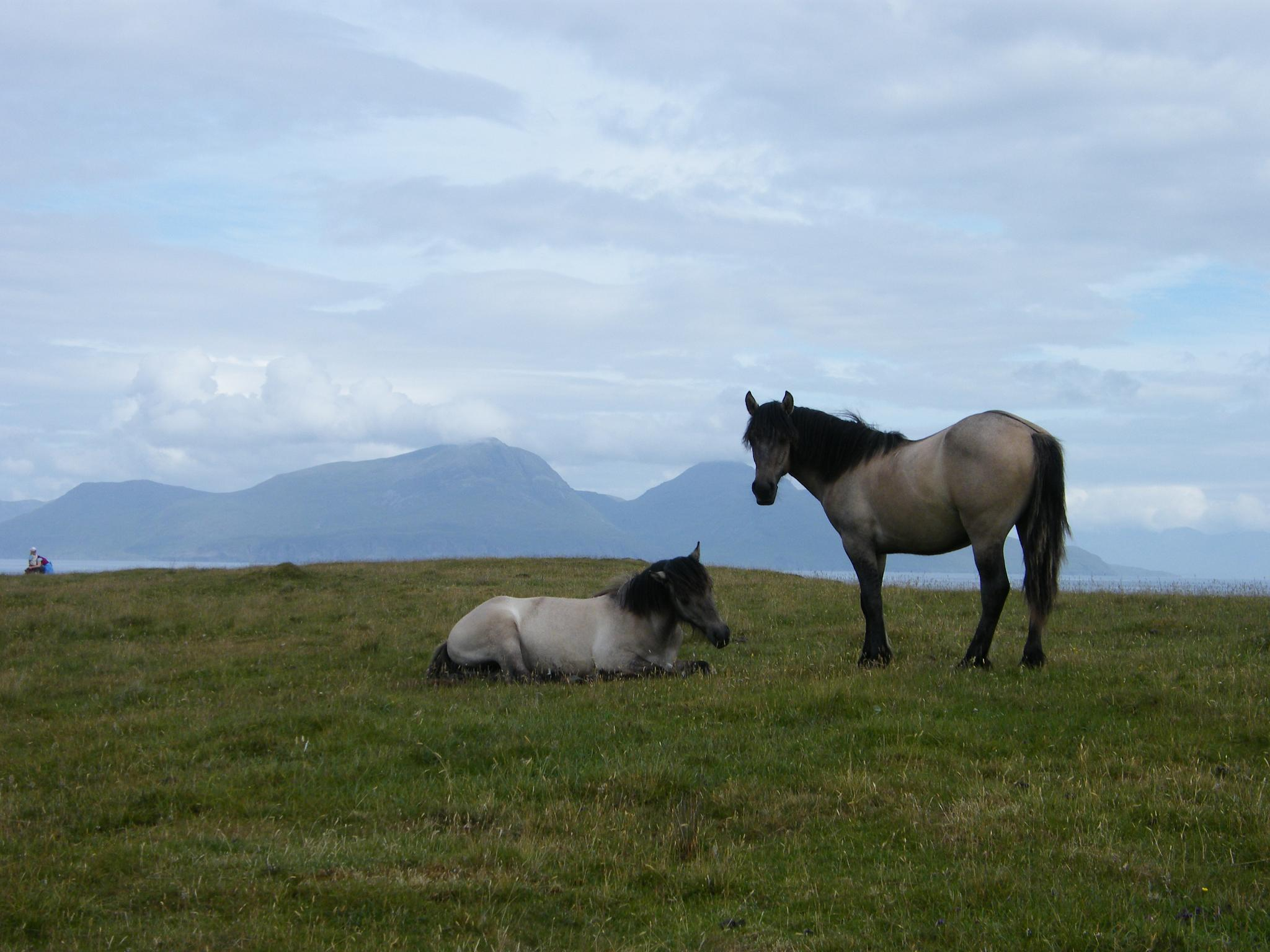
Zwei mausfalbene Highland-Ponys

GrößeStockmaß 132 bis 148 cm
FarbenMeist kommen Falbfarben wie grau, mausgrau, flachs oder creme vor. Auch Schimmel sind häufig vertreten. Schwarzbraune und auch gelegentlich Braune kommen vor, außerdem Dunkelfüchse mit silbrigem Langhaar. Rotschimmel und Füchse können vorkommen; Schecken sind nicht erlaubt.
Aalstriche und Zebramarkierungen an den Vorderbeinen treten sehr häufig auf. Abgesehen von einem kleinen Stern, sind weiße Abzeichen unerwünscht. Hengste mit darüber hinausgehenden Abzeichen sind nicht eintragungsfähig.
Fohlen wechseln häufig später ihre Fellfarbe, viele Ponys auch dann, wenn sie älter werden. Insbesondere streuen sich graue Haare in die Originalfarbe.
Zum Teil gibt es Unterschiede zwischen Sommer- und Winterfell.
LanghaarSie bleiben natürlich, fallen füllig und bleiben ungestutzt.
KopfDer Kopf des Highland-Ponys wirkt stolz. Er wird gut getragen und hat tiefe Ganaschen. Das Auge ist aufmerksam und freundlich.
HalsDer Hals ist – vom Widerrist ausgehend – angemessen lang.
KörperDer Körper ist gut ausbalanciert und kompakt. Das Highland-Pony besitzt eine gut angeschrägte Schulter, eine tiefe Brust mit viel Raum für Herz und Lunge und gut gewölbte Rippen.
FundamentDas Fundament ist kräftig, mit trockenen, flachen Knochen und einem kurzen Röhrbein. Die Fessel ist nicht zu kurz. Die Hinterhand ist gut entwickelt und kräftig. Die Hufe sind gut geformt, breit, hart und dunkel, der Kötenbehang weich und seidig.
BewegungsablaufDie Bewegungen sind gerade, frei, weich und ohne übermäßige Aktion.

## Interieur
Das Highland-Pony ist kräftig und freundlich. Es handelt sich um eine robuste Naturrasse mit ausgeglichenem Temperament und starkem Charakter.
Neben dem Reiten, Fahren und Lastentragen kann das Highland-Pony auch für alle anderen Disziplinen eingesetzt werden.

## Zuchtgeschichte
Das seit etwa 1890 existierende schottische Stutbuch wird von der schottischen Highland Pony Society geführt.
Alle im Ausland gezogenen Ponys müssen auf das Mutterstutbuch zurückzuführen sein.